# Eumerus superbus
Eumerus superbus är en tvåvingeart som beskrevs av Shannon 1927. Eumerus superbus ingår i släktet månblomflugor, och familjen blomflugor. Inga underarter finns listade i Catalogue of Life.